# Carl Heinrich Glaeser
Carl Heinrich Glaeser (* 10. Oktober 1786 in Weißenfels; † 29. Mai 1849 in Birnbaum) war Kauf- und Handelsherr zu Berlin, Rittergutsbesitzer auf Lippen (Kreis Crossen (Oder)).
Ab 1814 war er als Buchhalter in Berlin aktiv und war drei Jahre später selbstständiger Kaufmann. Er gehörte 1827 zu den Gründern des Eisenhüttenwerkes Neusalz in Neusalz an der Oder, später Eisenhütten- und Emallierwerk Wilhelm v. Krause. Bis 1848 war er Vorsteher des Aktienvereins Eisenhüttenwerk Neusalz und betrieb das Lager der Neusalzer Eisenwaren in Berlin.
Glaeser war Eigentümer der Häuser Mühlendamm 29, 31 a und 126 in Berlin. Von 1840 bis 1844 war er Besitzer der Forstgutes Waitze bei Birnbaum, welches auch eine Ziegelei und eine Glashütte besaß. Ab 1847 war das Rittergut Lippen durch seinen Sohn gepachtet.
Durch die Heirat mit Friederike Wilhelmine Henriette Kuhn, Tochter des Berliner Kaufmanns Gotthilf Leberecht Kuhn d. Ält. (1798–1863), am 29. September 1817 sind die Nachkommen Carl Heinrich Glaesers am Genuss der Parcham’schen Stiftung in Lübeck berechtigt. Es wurden neun Kinder für die Stiftung nachgewiesen.